# Scienze demo-etno-antropologiche
Il termine scienze demo-etno-antropologiche designa tutte le discipline storiche che studiano l'essere umano dal punto di vista sociale e culturale.

## Storia

### XVIII secolo
Con l'Illuminismo fu iniziato lo studio sistematico del comportamento umano. In questo periodo i tradizionali studi di giurisprudenza, storia, filologia e sociologia si svilupparono nelle scienze sociali come oggi le conosciamo. Autori come Ugo Grozio, Samuel von Pufendorf, Thomas Hobbes, Jean-Jacques Rousseau affrontano il rapporto natura-cultura non più in termini di separazione inconciliabile, ma considerando tali definizioni non più che astrazioni metodologiche. Poco dopo la reazione romantica produsse pensatori come Herder e più tardi Wilhelm Dilthey, la cui opera fu all'origine del concetto di cultura che è alla base della disciplina.

### XIX secolo
Istituzionalmente la disciplina dell'antropologia si sviluppò dalla storia naturale nel XIX secolo, età dominata da massicce colonizzazioni che portarono l'Occidente "moderno" e "civilizzato" al contatto con popolazioni di diversi usi e costumi dei continenti dell'Africa, dell'Asia, dell'America e dell'Australia: allo studio della flora e della fauna di queste lontane regioni, si aggiunse lo studio della cultura, del linguaggio, dei manufatti e della fisiologia degli esseri umani che vi abitavano.
Inizialmente, a imporre la loro visione teorica furono gli antropologi evoluzionisti, sia britannici che americani, che fondavano la loro teoria sulla convinzione dell'esistenza di un progresso nella storia dell'uomo. La storia della società umana era vista come il prodotto di una sequenza necessaria di stadi di sviluppo sempre più complessi, culminante nella società industriale di metà Ottocento. Le società contemporanee più semplici non avevano ancora raggiunto gli stadi culturali più elevati del progresso e potevano essere ritenute simili alle società più antiche. 
In questo paradigma teorico, i popoli "selvaggi" sparsi sui vari continenti possono illustrare le condizioni di vita degli uomini preistorici, antenati della nostra civiltà. Per cui le società non europee venivano viste come dei "fossili viventi" di stadi di evoluzione sorpassati dalla civiltà occidentale e che potevano essere studiati per gettare luce sul passato di quest'ultima.
Studiosi come Edward Burnett Tylor e  James Frazer in Gran Bretagna si occuparono dell'argomento lavorando soprattutto su materiali raccolti da altri, di solito missionari, esploratori, o ufficiali coloniali, e sono stati spesso chiamati "antropologi da tavolino" o "antropologi da poltrona", con un'accezione negativa. Questi etnologi erano interessati in modo particolare alle motivazioni per le quali i popoli che vivevano in diverse parti del globo avessero credenze e pratiche simili. Negli Stati Uniti, fu Lewis Henry Morgan il primo grande antropologo. Condivideva l'approccio evoluzionista e concentrò la ricerca sui nativi americani, stabilendo con alcuni di essi rapporti molto profondi.
Il paradigma teorico in competizione con l'evoluzionismo era il diffusionismo. Esso si basava sull'idea che i tratti culturali si riproducono e si spostano geograficamente. Tale idea, predominante tra gli studiosi austro-tedeschi, fu sostenuta similmente dall'inglese W.H.R. Rivers e, in maniera più estrema, da altri antropologi britannici, tra cui Grafton Elliot Smith. Anche negli Stati Uniti, tramite Franz Boas (di origine tedesca), quest'approccio lasciò un'eredità. In particolare il concetto di area culturale ebbe grande fortuna ed è tuttora ampiamente utilizzato nell'antropologia culturale.

### Prima parte del XX secolo
Agli inizi del XX secolo gli studi erano ancora dominati dal metodo comparativo e dalla concezione evoluzionista. In questo periodo si sviluppò parallelamente il concetto di razza, come sistema di classificazione degli esseri umani basato sulle loro differenze biologiche. In quest'ambito sono da ricordare anche le teorie di antropologia criminale di Cesare Lombroso riguardanti lo studio dei profili antropologici per identificare il criminale "tipo". Tuttavia le tradizioni internazionali di antropologia (culturale, sociale, francese) non sono considerabili conniventi con queste teorie, che anzi spesso vennero combattute dagli stessi antropologi evoluzionisti.
La disciplina definì progressivamente come proprio campo di indagine l'umanità concepita come un tutto, attraverso sia metodi propri delle scienze naturali, sia metodi propri, quali le "interviste strutturate" o l'"osservazione partecipata". Un lungo tragitto storico porta quindi allo studio di quello che dapprima venne definito "primitivo" e che poi divenne  "l'altro".
In seguito l'antropologia è diventata anche scienza "del ritorno", applicando riflessioni e metodologie utilizzate per lo studio delle società tradizionali all'analisi di specifici aspetti e dinamiche della società moderna..
Tra il 1890 e il 1940 si affacciano sulla scena i «grandi» dell'antropologia e si costituiscono le tradizioni di ricerca dominanti, le quali si impegnano nella costruzione di una scienza oggettiva, assumendo una posizione critica nei confronti del modello evoluzionista e ponendo al centro delle loro attività la ricerca sul campo e la riflessione sulle questioni di metodo. Si definiscono le tre «scuole» nazionali più importanti; l'antropologia culturale americana, l'etnologia francese, l'antropologia sociale britannica.  
Le più importanti tradizioni di studio sono quelle:
- degli Stati Uniti (Franz Boas, Alfred Kroeber, Robert Lowie, Edward Sapir, Ruth Benedict, Margaret Mead, Ralph Linton, particolarmente rivolta alle culture degli amerindi (e spesso impegnata politicamente). Boas delinea il metodo storico: l'obiettivo dell'antropologia deve essere la conoscenza delle specifiche cause storiche di un fenomeno culturale presso una data popolazione, considerando la cultura nella sua globalità e nella sua unicità;

- della Gran Bretagna (W.H.R.Rivers, Alfred Reginald Radcliffe-Brown, Bronisław Malinowski, Edward Evan Evans-Pritchard, Meyer Fortes, focalizzata sull'analisi del funzionamento sociale). Malinowski impone la ricerca etnografica condotta tramite osservazione partecipante, Radcliffe-Brown il paradigma struttural-funzionalista, fondamentale per l'antropologia sociale: l'obiettivo è costruire una scienza che indaghi le leggi e i meccanismi di funzionamento della società;

- della Francia, che nasce dalla sociologia di Émile Durkheim con Marcel Mauss, che si interessò dell'analisi di società non ancora differenziate come quella europea, con l'obiettivo di costruire una scienza delle società primitive secondo il modello positivista, perché i fatti sociali nelle società più semplici presentano in una forma elementare le loro caratteristiche fondamentali. Qui l'istituzionalizzazione della disciplina avvenne pienamente solo con Claude Lévi-Strauss, che esercitò un'enorme influenza con il suo strutturalismo, anche al di fuori del campo antropologico.

### L'antropologia nel dopoguerra
Negli anni cinquanta e anni sessanta, l'antropologia si è rivolta verso una maggiore integrazione con le scienze naturali. I maggiori campi di interesse furono i processi di modernizzazione per lo sviluppo degli stati indipendenti (Llyd Fallers e Clifford Geertz), lo sviluppo delle società e la loro occupazione della propria nicchia ecologica (Julian Steward e Leslie White), studi di economia influenzati da Karl Polanyi (Marshall Sahlins e Greg Dalton). In Gran Bretagna nacquero scuole influenzate dal marxismo (Max Gluckman e Peter Worsley) o dallo strutturalismo (Rodney Needham e Edmund Leach). Gli studiosi britannici della Scuola di Manchester elaborano nuovi concetti e metodi per il passaggio dall'analisi della struttura a quella del processo sociale e spostano l'attenzione al piano delle pratiche sociali. La revisione critica dello struttural-funzionalismo si compie con l'opera di autori che riconoscono il flusso e il mutamento come caratteristiche imprescindibili di ogni realtà sociale e che si propongono di restituire all'attore sociale la sua centralità nella dinamica sociale. Una società è una realtà in movimento che deve essere pensata come un processo di costruzione sociale.
Le alternative proposte dall'etnologia francese allo struttural-funzionalismo sono due; lo strutturalismo di Lévi-Strauss e l'antropologia marxista. Il primo considera la cultura come la rappresentazione visibile di una struttura astratta della mente umana, presso i primitivi come tra i civili, e il compito dell'antropologo quello di svelare questi modelli inconsci. La seconda risposta critica, l'antropologia marxista, si caratterizza come riflessione sulla natura del potere coloniale e dei rapporti tra antropologia e colonialismo, e come analisi dei diversi modi di produzione nella loro articolazione. 
A partire dalla fine degli anni sessanta molti antropologi statunitensi, e dopo di loro in tempi più recenti anche molti europei, pongono radicalmente in discussione i modelli teorici dominanti, le metodologie della ricerca sul campo, le modalità di costruzione del sapere antropologico e le sue finalità.

Lo strutturalismo influenzò numerosi sviluppi ulteriori negli anni sessanta e anni settanta, compresa l'"antropologia cognitiva" e l'"analisi componenziale" (David Schneider, Clifford Geertz, Marshall Sahlins). 
Negli anni ottanta furono di grande importanza gli studi sui fenomeni del potere e dell'egemonia (recuperando la lezione di Antonio Gramsci e Michel Foucault), e ancora sui rapporti tra i generi (Marshall Sahlins); a partire dagli anni novanta emerge il settore dell'antropologia della complessità (ovvero dei processi culturali intrinseci alle società complesse e globalizzate).
Uno dei nomi più importanti nell'antropologia italiana è stato sicuramente quello di Ernesto de Martino, con i lavori sul tarantismo e sul lutto, con approccio derivato da quello gramsciano.

## Le branche
Essa si articola nelle seguenti branche e discipline:
- antropologia culturale e antropologia sociale (o antropologia socioculturale);
- etnologia, che studia e confronta le popolazioni mondiali;
- folclore (o demologia), che studia le tradizioni, gli usi e i costumi dei vari popoli;
- sociologia e archeologia, se intese come antropologia delle società moderne e antropologia delle civiltà antiche.

Tale accezione, largamente utilizzata in Italia, non ha un perfetto riscontro nel mondo anglofono, e tende spesso a creare confusione. 

## Il metodo
Metodo fondante delle scienze antropologiche  è la ricerca sul campo, che ha lungamente caratterizzato questa scienza, essendo considerata un vero e proprio rituale di iniziazione, quasi indispensabile alla formazione dello studioso. 
La riformulazione critica incomincia dal lavoro sul campo e dallo stile della scrittura. Ci si interroga così sulla natura dell'esperienza etnografica e sulle strategie di costruzione del testo etnografico. Allo stesso tempo le antropologhe femministe inglesi e americane pongono in evidenza l'invisibilità delle donne nell'antropologia tradizionale, sia nell'ambito accademico come ricercatrici che nei contesti etnografici come attori sociali, e smontano l'ideale positivistico della neutralità dell'osservatore e della contrapposizione netta tra soggetto e oggetto.
La prospettiva interpretativa si propone come alternativa a modelli come lo struttural-funzionalismo o il neoevoluzionismo. La ricerca antropologica consiste in un'interpretazione, un'attività che attribuisce significato ai fenomeni collocandoli nel loro contesto particolare. Il problema principale con cui si confronta l'antropologo è quello della comprensione dei diversi livelli di significato, e successivamente della loro traduzione da una cultura all'altra: questi sono i limiti entro cui si può tentare di offrire una visione della cultura «dall'interno».
In ogni caso indiscutibile è la necessità di una stretta correlazione tra ricerca etnografica e approfondimento teorico, sia a livello di disciplina che a livello di singolo studioso.

## Scuole e tradizioni
Le tradizioni internazionali che hanno maggiormente influenzato quest'area scientifica sono:
- antropologia culturale, di derivazione americana
- antropologia sociale, prevalentemente britannica
- la scuola socio-antropologica francese o l'etnologia

A queste va aggiunto il campo di studi sul folklore (o demologia, o storia delle tradizioni popolari), radicato in Italia fin dal XIX secolo.

## Scuole e correnti
Il sistema di pensiero dell'antropologia culturale può essere suddiviso secondo vere e proprie scuole e tendenze di vario genere:
- Evoluzionismo
  - Lewis Henry Morgan (1818-1881)
  - Edward Burnett Tylor (1832-1917)
  - James George Frazer (1854-1941)

- Diffusionismo
  - Franz Boas (1858-1942)
  - William H. R. Rivers (1864-1922)

- Scuola di "Cultura e Personalità"
  - Margaret Mead (1901-1978)
  - Ruth Benedict (1887-1948)

- Scuola sociologica francese
  - Émile Durkheim (1858-1917)
  - Lucien Lévy-Bruhl (1857-1939)
  - Robert Hertz (1882-1915)
  - Arnold van Gennep (1873-1957)
  - Marcel Mauss (1873-1950)
  - Pierre Bourdieu (1930-2002)
  - Marcel Griaule (1898-1956)

- Funzionalismo
  - Bronisław Malinowski (1884-1942)

- Antropologia sociale britannica (Struttural-funzionalismo)
  - Alfred R. Radcliffe-Brown (1881-1955)
  - Edward E. Evans-Pritchard (1902-1973)
  - Meyer Fortes (1904-1983)
  - Edmund Leach (1910-1989)
  - Raymond Firth (1901-2002)
  - Fredrik Barth (1928-2016)

- Materialismo culturale ed Ecologia culturale
  - Leslie White (1900-1975)
  - Marvin Harris (1927-2001)
  - Julian Steward (1902-1972)

- Strutturalismo
  - Claude Lévi-Strauss (1908-2009)

- Scuola di Manchester
  - Max Gluckman (1911-1975)
  - Victor Turner (1920-1983)

- Antropologia dinamista
  - Georges Balandier (1920-2016)
  - Roger Bastide (1898-1974)

- Antropologia di ispirazione marxista e "primitivista"
  - Claude Meillassoux (1925-2005)
  - Maurice Godelier (1934-)
  - Pierre Clastres (1934-1977)

- Antropologia interpretativa
  - Clifford Geertz (1926-2006)

- Etnologia postmoderna
  - James Clifford (1945-)
  - George E. Marcus

- Altri studiosi contemporanei
  - Marshall Sahlins (1930-)
  - Marc Augé (1935-)
  - Arjun Appadurai (1949-)
  - Paul Farmer (1959-)
  - Nancy Scheper-Hughes (1944-)
  - David Graeber (1961-)

- Demo-etno-antropologia italiana
  - Giuseppe Pitrè (1841-1916)
  - Paolo Mantegazza (1831-1910)
  - Lamberto Loria (1855-1913)
  - Ernesto de Martino (1908-1965)
  - Alberto Mario Cirese (1921-2011)
  - Giuseppe Cocchiara (1904-1965)
  - Antonino Buttitta (1933-2017)